# Obama Anak Menteng
Obama Anak Menteng, que l'on pourrait traduire par Obama, l'enfant de Menteng, est un roman historique de l'écrivain indonésien Damien Dematra publié en mars 2010. Il raconte de façon romancée l'enfance du 44e président des États-Unis, Barack Obama, lorsqu'il séjourna entre 1967 et 1971 dans le district de Menteng, dans le centre-ville de Jakarta, en Indonésie. Le roman a été adapté au cinéma.